# Mostek (district de Trutnov)
Pour les articles homonymes, voir Mostek.
Mostek (en allemand : Mastig) est une commune du district de Trutnov, dans la région de Hradec Králové, en République tchèque. Sa population s'élevait à 1 191 habitants en 2020.

## Géographie
Mostek se trouve à 7 km au sud-sud-ouest du centre de Hostinné, à 18 km à l'ouest-sud-ouest de Trutnov, à 33 km au nord-nord-ouest de Hradec Králové et à 101 km au nord-est de Prague.
La commune est limitée par Dolní Olešnice au nord, par Chotěvice, Vítězná et Nemojov à l'est, par Dolní Brusnice au sud, par Horní Brusnice au sud et au sud-ouest et par Borovnička au nord-ouest.

## Histoire
La première mention écrite de la localité date de 1545.

## Administration
La commune compte quatre quartiers :
- Debrné
- Mostek
- Souvrať
- Zadní Mostek